# Ballet moderno

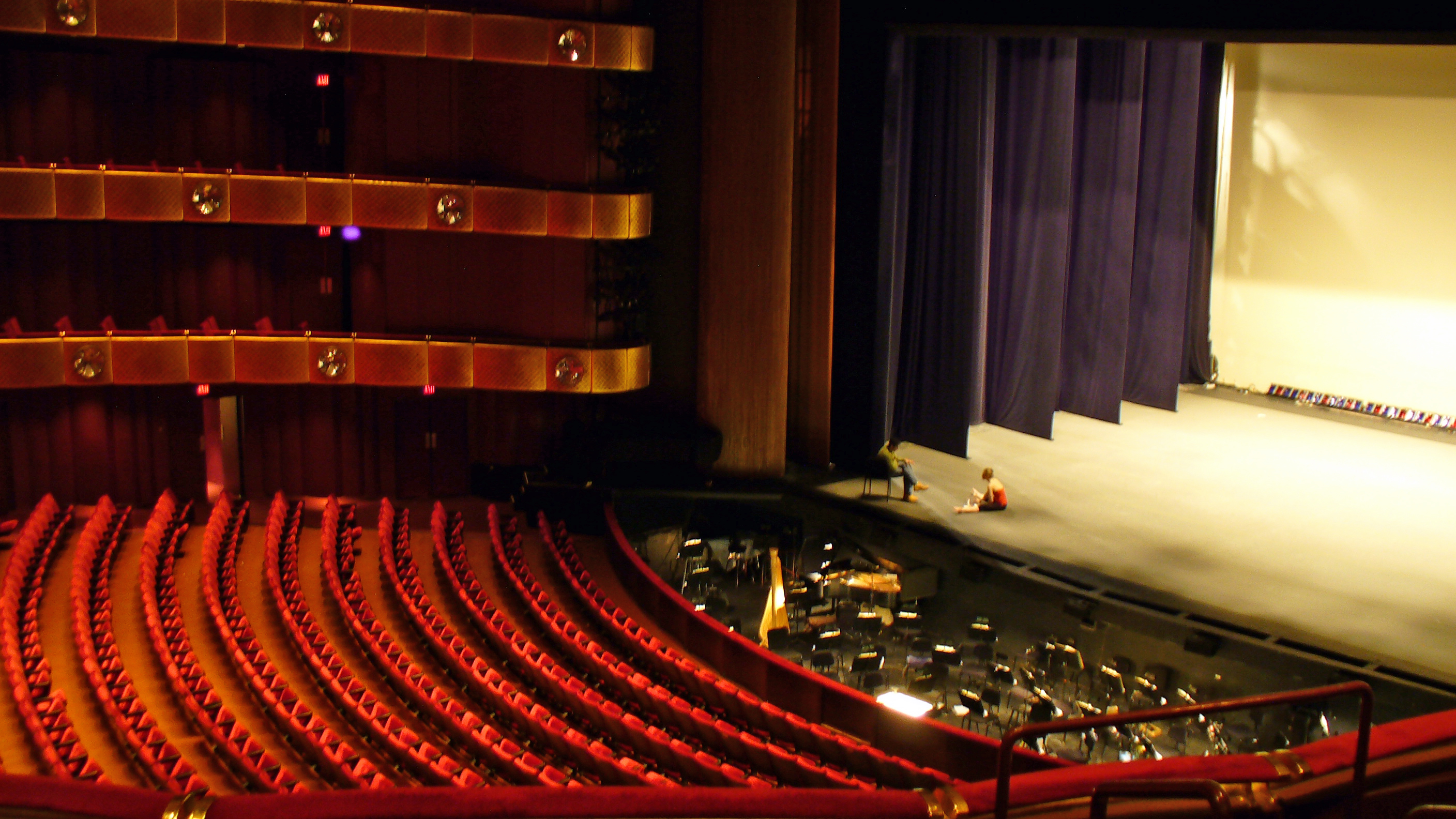
Teatro del estado de Nueva York, sede del New York City Ballet.

El ballet moderno o ballet contemporáneo es una forma de danza influenciada tanto por el ballet clásico como por la danza moderna. Si bien adopta la técnica del ballet clásico, permite un mayor rango de movimiento. Muchos de sus conceptos provienen de ideas e innovaciones propios de la danza moderna del siglo XX.

## Antecedentes
George Balanchine es, a menudo, considerado como el pionero del ballet moderno por medio del desarrollo del ballet neoclásico. Balanchine utilizó todo su cuerpo para  flexionados, posiciones fuera de centro y vestimentas no clásicas (tales como leotardos y túnicas en lugar de tutús) para distanciarse de las tradiciones de ballet clásico y romántico. Balanchine también incluyó a representantes de la danza moderna en su compañía, el New York City Ballet. Uno de estos bailarines fue Paul Taylor, quien representó la pieza de Balanchine Episodes en 1959. Balanchine también trabajó con la coreógrafa de danza moderna Martha Graham, ampliando su exposición a las técnicas e ideas modernas. También durante estos períodos, coreógrafos tales como John Butler y Glen Tetley empezaron a mezclar técnicas modernas y el ballet como experimentación.
Un bailarín que fue entrenado por Balanchine y que absorbió mucho de su estilo neoclásico fue Mijaíl Barýshnikov. Tras el nombramiento de Barýshnikov como director artístico del American Ballet Theatre en 1980, trabajó con varios coreógrafos modernos, en especial, Twyla Tharp. Tharp hizo la coreografía de Push Comes To Shove para el American Ballet Theatre en 1976; y, en 1986, creó In The Upper Room para su propia compañía de baile. Ambas piezas fueron consideradas innovadoras por su uso de movimientos modernos distintivos acompañados por puntas de ballet y bailarines entrenados clásicamente. Tharp también trabajado con la compañía Joffrey Ballet, fundada en 1957 por Robert Joffrey, realizando la coreografía de Deuce Coupe en 1973. Para ello, utilizó música pop y una combinación de técnicas modernas y de ballet. El Ballet Joffrey siguió presentando varias piezas contemporáneas.

## Coreógrafos y compañías de ballet
- Karol Armitage - Armitage Gone! Dance
- Alonzo King - Alonzo King's Lines Ballet
- William Forsythe - The Forsythe Company
- Nacho Duato - Compañía Nacional de Danza
- Jiří Kylián - Nederlands Dans Theatre
- Trey McIntyre - Trey McIntyre Project
- Mats Ek -
- Ohokijiugyugaharin- Betoveny